# Claveisolles
Claveisolles és un municipi francès situat al departament del Roine i a la regió d'Alvèrnia-Roine-Alps. L'any 2007 tenia 609 habitants.

## Demografia

### Població
El 2007 la població de fet de Claveisolles era de 609 persones. Hi havia 230 famílies de les quals 79 eren unipersonals (45 homes vivint sols i 34 dones vivint soles), 57 parelles sense fills, 83 parelles amb fills i 11 famílies monoparentals amb fills.
La població ha evolucionat segons el següent gràfic:
Habitants censats

### Habitatges
El 2007 hi havia 351 habitatges, 240 eren l'habitatge principal de la família, 81 eren segones residències i 31 estaven desocupats. 307 eren cases i 44 eren apartaments. Dels 240 habitatges principals, 185 estaven ocupats pels seus propietaris, 43 estaven llogats i ocupats pels llogaters i 12 estaven cedits a títol gratuït; 4 tenien una cambra, 17 en tenien dues, 23 en tenien tres, 63 en tenien quatre i 133 en tenien cinc o més. 186 habitatges disposaven pel capbaix d'una plaça de pàrquing. A 105 habitatges hi havia un automòbil i a 110 n'hi havia dos o més.

### Piràmide de població
La piràmide de població per edats i sexe el 2009 era:
| Homes | Edats   | Dones |
| ----- | ------- | ----- |
| 0     | 95 o +  | 4     |
| 0     | 90 a 94 | 12    |
| 0     | 85 a 89 | 8     |
| 4     | 80 a 84 | 8     |
| 8     | 75 a 79 | 12    |
| 8     | 70 a 74 | 16    |
| 24    | 65 a 69 | 20    |
| 4     | 60 a 64 | 24    |
| 20    | 55 a 59 | 20    |
| 20    | 50 a 54 | 20    |
| 12    | 45 a 49 | 8     |
| 20    | 40 a 44 | 20    |
| 20    | 35 a 39 | 20    |
| 8     | 30 a 34 | 16    |
| 20    | 25 a 29 | 4     |
| 8     | 20 a 24 | 20    |
| 24    | 15 a 19 | 16    |
| 16    | 10 a 14 | 24    |
| 32    | 5 a 9   | 24    |
| 20    | 0 a 4   | 8     |

## Economia
El 2007 la població en edat de treballar era de 354 persones, 277 eren actives i 77 eren inactives. De les 277 persones actives 261 estaven ocupades (142 homes i 119 dones) i 15 estaven aturades (2 homes i 13 dones). De les 77 persones inactives 34 estaven jubilades, 22 estaven estudiant i 21 estaven classificades com a «altres inactius».

### Ingressos
El 2009 a Claveisolles hi havia 249 unitats fiscals que integraven 610 persones, la mediana anual d'ingressos fiscals per persona era de 15.060 €.

### Activitats econòmiques
Dels 29 establiments que hi havia el 2007, 1 era d'una empresa alimentària, 1 d'una empresa de fabricació d'altres productes industrials, 10 d'empreses de construcció, 3 d'empreses de comerç i reparació d'automòbils, 3 d'empreses de transport, 4 d'empreses d'hostatgeria i restauració, 2 d'empreses immobiliàries i 5 d'empreses de serveis.
Dels 8 establiments de servei als particulars que hi havia el 2009, 1 era una oficina de correu, 1 establiment de lloguer de cotxes, 1 paleta, 1 guixaire pintor, 2 fusteries, 1 lampisteria i 1 electricista.
Dels 3 establiments comercials que hi havia el 2009, 1 era una botiga de menys de 120 m², 1 una fleca i 1 una carnisseria.
L'any 2000 a Claveisolles hi havia 35 explotacions agrícoles que ocupaven un total de 940 hectàrees.

## Equipaments sanitaris i escolars
El 2009 hi havia 2 escoles elementals. Claveisolles disposava d'un col·legi d'educació secundària amb 116 alumnes.

## Poblacions més properes
El següent diagrama mostra les poblacions més properes.